# بليز يبمو
بليز يبمو (بالفرنسية: Blaise Yepmou) (مواليد 2 يناير 1985) هو ملاكم كاميروني، مثّل بلاده في الألعاب الأولمبية الصيفية 2012.

## روابط خارجية
بليز يبمو على موقع أوليمبيديا (الإنجليزية)
- بليز يبمو على موقع اتحاد ألعاب الكومنولث (مؤرشف) (الإنجليزية)